# Al-Mu’tadid
Abū al-ʿAbbās Aḥmad ibn Ṭalḥa ibn Jaʿfar ibn Muḥammad ibn Hārūn Al-Muʿtaḍid bi'Llāh (arab. ‏أبو العباس أحمد بن طلحة الموفق‎, znany lepiej pod tytułem królewskim al-Muʿtaḍid bi-llāh (arab. ‏المعتضد بالله‎, Szukający wsparcia u Boga; ur. 854 lub 861 w Samarze, zm. 5 kwietnia 902 tamże) – szesnasty kalif Abbasydów.

## Historia
Władza kalifatu w prowincjach załamała się podczas „anarchii w Samarze”, w wyniku czego w latach siedemdziesiątych IX wieku rząd centralny utracił faktyczną kontrolę nad większością kalifatu poza obszarem metropolitalnym Iraku. Większość Półwyspu Arabskiego została również utracona na rzecz lokalnych potentatów, podczas gdy w Tabaristanie władzę przejęła radykalna dynastia zajdycka Szyitów. Nawet w Iraku rebelia Zanj, afrykańskich niewolników przywiezionych do pracy na plantacjach Dolnego Iraku, zagroziła samemu Bagdadowi, a dalej na południe Karmaci byli rodzącym się zagrożeniem. Gdy jego ojciec przyjął tytuł królewski al-Muwaffaq i stał się faktycznym władcą kalifatu, jego pozycja umocniła się, gdy w 882 roku, po nieudanej ucieczce Al-Mu’tamida do Egiptu, został uwięziony w areszcie domowym. Rządy Al-Muwaffaqa były zatem ciągłą walką o uratowanie chwiejącego się kalifatu przed upadkiem.

## Panowanie
Al-Mu’tadid, podobnie jak jego ojciec, opierał się na bliskich relacjach z wojskiem. Mówi się nawet, że doszedł on do tronu jako uzurpator. Jego zainteresowania pochłaniały działania militarne, zwłaszcza że zazwyczaj osobiście dowodził swoją armią na kampaniach. Zyskał dzięki temu reputację wojownika-kalifa i obrońcy wiary islamskiej (arab. ‏غازي, ghāzī‎). Według historyka Michaela Bonnera, rola kalifa-ghāzī, wymyślona przez Haruna ar-Raszida i wzmocniona przez Al-Mu’tadida, miała swój największy występ w niestrudzonej kampanii Al-Mu’tadida.
Od początku swego panowania nowy kalif postawił sobie za cel odwrócenie rozbicia kalifatu Abbasydów, do czego dążył, łącząc siłę z dyplomacją. Jak podaje history Hugh N. Kennedy, Al-Mu’tadid, mimo że był aktywnym i entuzjastycznym działaczem, był również zręcznym dyplomatą, zawsze gotowym na kompromis z tymi, którzy byli zbyt potężni, by ich pokonać.

## Śmierć
Al-Mu’tadid zmarł w pałacu Hasain 5 kwietnia 902 roku w wieku 40 lub 47 lat. Według pogłosek został on otruty, ale bardziej prawdopodobnym powodem jego śmierci, były trudy spowodowane jego kampanii, w połączeniu z rozwiązłym życiem, które poważnie osłabiły jego zdrowie. W ostatnich latach życia, w trakcie choroby, odmówił nawet pomocy lekarskiej, a jednego ze swoich lekarzy kopał na śmierć.
Al-Mu’tadid był pierwszym kalifem Abbasydów, którego pochowano w mieście Bagdad. Podobnie jak jego synowie, został pochowany w dawnym Pałacu Tahirydów w zachodniej części miasta, który teraz służył kalifom jako druga rezydencja. Jest jednym z bohaterów Księgi tysiąca i jednej nocy.

## Życie prywatne

Drzewo genealogiczne dynastii Abbasydów w połowie i pod koniec IX wieku

Al-Mu’tadid urodził się jako Ahmad. Jego ojcem był Talha, który będąc później kalifem przyjął imię Al-Muwaffak (847–861). Matką Ahmada była grecka niewolniczka Dirara, która zmarła we wrześniu 891 roku i została pochowana w Ar-Rusafa. Dokładna data jego narodzin nie jest znana; różne źródła podają, że w chwili wstąpienia na tron miał trzydzieści osiem lub trzydzieści jeden lat, zatem urodził się około roku 854 lub 861.
Al-Mu’tadid miał tylko jedną żonę, którą była Katr al-Nada. Dzieci Al-Mu’tadida były dziećmi jego konkubin. Jijak, niewolnica urodzona w Turcji była matką przyszłego kalifa, Al-Muktafika. Shaghab, urodzona w Grecji była niewolnicą córki Muhammada ibn Abdallaha ibn Tahira, gubernatora Bagdadu z dynastii Tahirydów w latach 851–867 i matką Al-Muktadira. Matką kolejnego syna Al-Mu’tadida była Fitna. Ich wspólnym dzieckiem jest kalif Al-Kahir. Dastanbuwajh była prawdopodobnie matką Haruna, który zmarł w 967 roku. Al-Mu’tadid miał również córkę o imieniu Majmuna, która zmarła w 921.